# 諾克羅斯 (明尼蘇達州)
諾克羅斯（英語：Norcross）是一個位於美國明尼蘇達州格蘭特縣的城市。

## 人口
根據2020年美國人口普查的數據，諾克羅斯的面積為4.03平方千米，當中陸地面積為4.03平方千米，而水域面積為0.00平方千米。當地共有人口52人，而人口密度為每平方千米13人。